# Cabezo Negro de Zeneta
El Cabezo Negro de Zeneta es un cono volcánico de gran importancia geológica de la Región de Murcia, en el municipio de Murcia, situado cerca del límite con la Comunidad Valenciana. Cabezo, la primera palabra de su nombre alude al tipo de cerro que es.

## Descripción y situación
Es un cono volcánico en forma de media luna. Está situado dentro de la pedanía de Zeneta, al sureste del pueblo. La Ley del Patrimonio Natural y de la Biodiversidad, en su anexo VIII destaca los contextos geológicos de relevancia mundial entre los que incluye las asociaciones volcánicas ultrapotásicas neógenas del sureste como el volcán de Zeneta. Está compuesto de rocas lamproitas, y pueden verse minerales como biotita, flogopita, cuarzo y olivino. 
La flora que abunda en el volcán son diferentes especies de líquenes.

## Valores y peligros ambientales
A pesar de estar protegido, el volcán está actualmente siendo explotando como cantera para la construcción de una autovía, hecho denunciado por la asociación ecologista ANSE en diciembre de 2009.

## Figuras de protección
- PGMO (Plan General Municipal de Ordenación) lo protege como Área de Sensibilidad Ecológica de la Boquera de Tabala y Cabezo Negro
- Inventariado en el proyecto GEOSITES (auspiciado por la UNESCO)